# 張瑞芳 (光緒進士)
張瑞芳(1865年—1922年），順天府寶坻縣广林木村人，清朝政治人物、同進士出身，官至户部侍郎。
光緒十六年（1890年）庚寅恩科殿試三甲44名進士。同年五月，著主事，分部学习。曾任大清银行陕西总办。历任户部侍郎、山西省银行督办。
致仕后，在村中开办学堂，名为养正子堂，免费教授乡间子弟和辅导家中子侄读书。
弟张瑞芬，光绪十八年（1892年）壬辰科进士，官山东长清县知县。